# State Street Corporation
State Street Corporation (рус. Стэйт Стрит Корпорейшн) — американская холдинговая компания, осуществляющая депозитарную и инвестиционную деятельность. Второй старейший из ныне действующих банков США. Штаб-квартира находится в Бостоне, столице штата Массачусетс. Основная составляющая компании, State Street Bank, входит в число 29 глобальных системно значимых банков (Global Systemically Important Bank, G-SIB), а также является частью Федеральной резервной системы. Дочерняя компания State Street Global Advisors в 2015 году заняла 3-е место среди 500 крупнейших инвестиционных компаний мира по размеру активов под управлением ($2,245 трлн).
Размер депозитарных активов — $38,79 трлн (по этому показателю второе место в мире после The Bank of New York Mellon), размер активов под администрированием — $7,6 трлн, размер активов под управлением — $3,47 трлн на конец 2020 года.

## История
Начало истории компании было положено в 1792 году, когда начал работу предшественник State Street Corporation, Union Bank, ставший третьим банком, получившим лицензию в Бостоне; в 1865 году он получил национальную лицензию и стал называться National Union Bank of Boston. Его штаб квартира находилась на главной улице Бостона, Стэйт-стрит (State Street). В 1891 году на этой же улице открылся ещё один банк, State Street Deposit & Trust Company (с 1897 года просто State Street Trust Company). В 1924 году он стал депозитарным банком первого в США взаимного фонда. В 1925 году два банка объединились под названием State Street.
В 1955 году State Street поглотил Second National Bank (Второй национальный банк), а в 1961 году — Rockland-Atlas National Bank, образовавшийся в результате слияния трёх банков, открывшихся в начале XIX века, Webster, Rockland и Atlas.
в 1960 году компания была зарегистрирована под названием State Street Boston Financial Corporation, в 1977 году название было сокращено до State Street Boston Corporation. В 1964 году было открыто отделение компании в Нью-Йорке, в 1966 году было завершено строительство новой штаб-квартиры компании, первого в Бостоне высотного здания. State Street Corporation вышла на мировой рынок в 1972 году, открыв отделение в Мюнхене.
В середине 1970-х State Street, как и многие другие американские банки, начал испытывать затруднения. В 1975 году был назначен новый главный исполнительный директор, Уильям Эджерли (William Edgerly), который решил изменить направление деятельности компании. Было решено отойти от розничного банкинга, сократив сеть отделений, и сконцентрироваться на инвестиционной деятельности, трастовых фондах и управлении активами. В то же время компания щедро инвестировала в развитие компьютерных технологий. В 1974 году в Куинси, пригороде Бостона, был открыт центр обработки данных, оснащённый ЭВМ Horizon производства компании IBM. Также в компанию приглашались специалисты из IBM, к началу 1990-х в State Street насчитывалось до 100 бывших сотрудников этой компании. Значительную часть оборота компании составляли информационные услуги: хранение данных, расчёты пенсионных планов и финансовой отчётности, продажа программного обеспечения для ведения банковской деятельности.
В 1980-х и 1990-х компания начала активно наращивать своё международное присутствие, в первую очередь в качестве депозитарного банка. Уже в начале 90-х State Street стал одним из ведущих мировых банков-хранителей активов пенсионных и инвестиционных фондов. На 1992 год у компании были хранилища в Бостоне, Лондоне, Гонконге, Токио и Люксембурге. Иллюстрацией роста компании в этот период служит увеличение стоимости акций в 17 раз за 10 лет (с 1981 по 1991 год).
В 1997 году компания упростила своё название до современного, State Street Corporation. В этот год стоимость активов в её хранилищах пересекла отметку в 3 триллиона долларов, а к концу века достигла 6 триллионов.
В 2003 году State Street Corporation купила у Deutsche Bank подразделение хранения активов за $1,5 млрд, в 2007 году поглотила бостонскую компанию Investors Financial Services Corporation, в 2010 году приобрела подразделение хранения активов итальянской банковской группы Intesa Sanpaolo и компанию Mourant International Finance Administration.
В июле 2016 года была куплена GE Asset Management, дочерняя компания General Electric по управлению активами. Сумма покупки составила $485 млн, размер активов под управлением GE Asset Management на конец 2016 года составлял $118 млрд.
1 октября 2018 года была завершена сделка по поглощению Charles River Development, массачусетской компании по разработке инвестиционного программного обеспечения. Сумма сделки составила $2,6 млрд, для высвобождения этих средств была приостановлена программа выкупа собственных акций и проведена дополнительная эмиссия, что привело к снижению курса акций State Street Corporation на 10 %.

## Деятельность
Организационно State Street Corporation представляет собой финансовую холдинговую компанию, основой которой является State Street Bank and Trust Company (рус. Банковская и трастовая компания Стэйт-стрит). Основными регионами деятельности являются США, Канада, Европа, Ближний Восток и Азия. Компания работает сугубо с крупными финансовыми институтами, никаких розничных услуг не предоставляется. Деятельность компании состоит из двух основных направлений — депозитарные услуги (подразделение Investment Servicing) и управление активами (подразделение Investment Management).

### Депозитарные услуги
Одно из главных направлений деятельности — хранение в депозитариях активов. Общая сумма этих активов на конец 2020 года составила $38,79 трлн (в 2016 году — $28,77 трлн, в 2017 году — $33,119 трлн), в том числе $10,88 трлн активов взаимных фондов, $10,88 трлн активов коллективных фондов, $7,6 трлн пенсионных фондов, $9,43 трлн страховых фондов и прочих активов. Бо́льшая часть активов пришлась на Америку ($28,2 трлн), на Европу, Ближний Восток и Африку пришлось $8,1 трлн, на Азию — $2,45 трлн. Более половины активов составляют акции (equities, 21,6 трлн), треть приходится на облигации (fixed income, 12,8 трлн).
Помимо собственно хранения в США и ряде стран Европы (Германии, Италии, Франции, Люксембурге, Великобритании) оказываются и сопутствующие финансовые услуги, такие как бухгалтерский учёт, операции с наличными средствами, обмен валют, брокерские и другие торговые услуги, депозиты, краткосрочные инвестиции, кредитование и лизинг, аналитические услуги. Значительную роль в деятельности подразделения играет управление офшорными фондами (в основном в Люксембурге, Ирландии и на Каймановых островах), сумма в таких фондах на конец 2017 года составила $1,75 трлн.
Другие услуги подразделения включают обмен валют и разработка программного обеспечения. В сумме выручка подразделения в 2020 году составила $9,73 млрд (47 % вне США).

### Управление активами
Компания оказывает услуги по управлению активами через дочернюю компанию State Street Global Advisors. В состав корпорации входит торгуемый на бирже фонд, на март 2015 года третий крупнейший в мире среди инвестиционных фондов такого типа; размер активов под управлением этого фонда составил $425 млрд. Выручка подразделения $1,97 млрд (26 % вне США), активы под управлением 3,47 трлн, из них 2,17 трлн в виде акций, 530 млрд — облигаций, 2,41 трлн в Северной Америке, 544 млрд в Азии, 509 млрд в Европе и на Ближнем Востоке.
Представительства компании имеются в следующих странах и территориях: Австралия, Австрия, Бельгия, Бразилия, Бруней, Германия, Индия, Ирландия, Италия, Острова Кайман, Канада, КНР, Люксембург, Малайзия, Нидерланды, Норвегия, Нормандские острова, ОАЭ, Польша, Республика Корея, Саудовская Аравия, Сингапур, Таиланд, Тайвань, Франция, Швейцария, Япония.
В списке Forbes Global 2000 в 2015 году State Street занял 304-е место.
На конец 2018 года State Street Corporation принадлежало акций других компаний на $1,27 трлн. По отраслям эти инвестиции распределялись следующим образом:
- технологические компании — 23,43 %
- финансовые компании — 18,55 %
- здравоохранение — 12,75 %
- производители потребительских товаров (цикличных) — 12,58 %
- промышленные компании — 12,24 %
- производители потребительских товаров (нецикличных) — 6,54 %
- энергетика — 5,93 %[11].

По стоимости пакетов акций наиболее значительны Microsoft ($39,2 млрд), Apple ($38,1 млрд), Amazon ($30 млрд), Alphabet (Class A $13,6 млрд + Class C $13,8 млрд), Johnson & Johnson ($21,2 млрд), JPMorgan Chase ($17,1 млрд), Berkshire Hathaway, Inc. ($16,7 млрд), Exxon Mobil Corporation ($16,7 млрд), Facebook ($16,7 млрд), Lockheed Martin ($14,7 млрд), Chevron Corporation ($13,5 млрд), United Technologies ($12,5 млрд), Visa, Inc. ($12,3 млрд), Bank of America Corporation ($11,8 млрд), Walt Disney Company ($11,7 млрд), Pfizer ($11,7 млрд), Procter & Gamble ($11,6 млрд), Intel ($11,1 млрд), Cisco ($10,7 млрд), Home Depot ($10,7 млрд), UnitedHealth Group ($10,4 млрд), Boeing ($10 млрд), MasterCard ($8,8 млрд), Wells Fargo ($8,7 млрд), Merck & Co, Inc. ($8,5 млрд), Verizon Communications ($8,5 млрд), AT&T ($8,5 млрд), 3M ($8,1 млрд), The Coca-Cola Company ($8,1 млрд), PepsiCo ($8 млрд), McDonalds ($7,7 млрд), IBM ($7,4 млрд), Citigroup ($7,3 млрд), Comcast Corporation ($7 млрд), Walmart ($7 млрд), Caterpillar ($6,5 млрд), Morgan Stanley ($6,2 млрд), Oracle ($5,9 млрд), Netflix ($5,6 млрд), Abbott Laboratories ($5,5 млрд), Union Pacific ($5,3 млрд), Adobe, Inc. ($5,2 млрд), Nike, Inc. ($5,1 млрд), Broadcom ($5,1 млрд), Abbvie ($5,1 млрд), Alibaba Group ($5,1 млрд), Honeywell ($4,9 млрд), Northrop Grumman ($4,9 млрд), PayPal ($4,8 млрд), Amgen ($4,8 млрд), Medtronic ($4,8 млрд), Salesforce.com ($4,7 млрд), Eli Lilly and Company ($4,7 млрд), Philip Morris ($4,6 млрд), NextEra Energy ($4,6 млрд), Accenture plc ($4,5 млрд), Texas Instruments ($4,5 млрд), Nvidia ($4,4 млрд).

## Финансовые показатели
В структуре выручки большой перекос в сторону комиссионного дохода, в 2020 году из $11,7 млрд на него пришлось $9,5 млрд; чистый процентный доход составил $2,2 млрд (процентный доход $2,58 млрд, расход $0,38 млрд); столь низкий процентный доход объясняется низкими процентным ставками, в 2020 году они составили в среднем по активам 1,13 % (в 2019 году — 2,18 %), по пассивам — 0,2 % (в 2019 году — 0,93 %), в частности треть активов приходится на депозиты в других банках под 0,1 %.
Наибольшей статьёй активов являются депозитные вклады в другие банки ($117 млрд из $314,7 млрд), далее следуют ипотечные облигации ($46,8 млрд), кредиты и ссуды ($27,5 млрд). Из пассивов $240 млрд приходится на принятые депозиты, в том числе $49,4 млрд беспроцентные, $102,3 млрд процентные в США, $88 млрд процентные в других странах.
| Год                    | 2000  | 2001  | 2002  | 2003  | 2004  | 2005  | 2006  | 2007  | 2008  | 2009   | 2010  | 2011  | 2012  | 2013  | 2014  | 2015  | 2016  | 2017  | 2018  | 2019  | 2020  |
| ---------------------- | ----- | ----- | ----- | ----- | ----- | ----- | ----- | ----- | ----- | ------ | ----- | ----- | ----- | ----- | ----- | ----- | ----- | ----- | ----- | ----- | ----- |
| Выручка                | 3,577 | 3,827 | 4,396 | 4,734 | 4,951 | 5,473 | 6,311 | 8,336 | 10,69 | 8,640  | 8,953 | 9,594 | 9,649 | 9,884 | 10,30 | 10,36 | 10,21 | 11,17 | 11,98 | 11,76 | 11,70 |
| Чистая прибыль         | 0,595 | 0,628 | 1,015 | 0,722 | 0,798 | 0,838 | 1,106 | 1,261 | 1,811 | −1,881 | 1,556 | 1,920 | 2,061 | 2,136 | 2,037 | 1,980 | 2,143 | 2,177 | 2,599 | 2,242 | 2,420 |
| Активы                 | 69,30 | 69,85 | 85,79 | 87,53 | 94,04 | 97,97 | 107,4 | 142,5 | 173,6 | 157,9  | 160,5 | 216,8 | 222,6 | 243,3 | 274,1 | 245,2 | 242,7 | 238,4 | 244,6 | 245,6 | 314,7 |
| Активы под управлением | 420   | 667   | 800   | 1000  | 1150  | 1320  | 1610  | 1705  | 1650  | 1830   | 2000  | 2159  | 2190  | 2215  | 2230  | 2245  | 2468  | 2782  | 2511  | 3116  | 3,467 |
| Сотрудников, тыс. чел. | 17,6  | 19,75 | 19,5  | 19,85 | 19,67 | 20,97 | 21,7  | 27,11 | 28,48 | 27,31  | 28,67 | 29,74 | 29,65 | 29,43 | 29,97 | 32,36 | 33,78 | 36,64 | 40,14 | 39,10 | 39,44 |

## Руководство
- Рональд О’Хэнли (Ronald P. O’Hanley) — председатель совета директоров (с начала 2020 года), президент и главный исполнительный директор (с начала 2019 года), в компании с 2015 года, до этого возглавлял подразделение управления активами Fidelity Investments (2010—2014 год), ещё раньше занимал различные посты в The Bank of New York Mellon[17].
- Эрик Эбоуф (Eric Aboaf) — вице-президент с декабря 2016 года, главный финансовый директор с апреля 2017 года; прежние места работы включают Citizens Financial Group (финансовый директор с 2015 по 2016 год) и Citigroup (с 2003 по 2015 год).
- Сайрус Тарапоревала (Cyrus Taraporevala) — вице-президент, глава дочерней компании State Street Global Advisors с 2017 года, в компании с 2016 года. До этого работал в Fidelity Investments (2012—2015) и The Bank of New York Mellon.
- Луис Маиури (Louis D. Maiuri) — вице-президент, главный операционный директор с 2019 года и глава отдела глобальных рынков с июня 2016 года, в компании с 2013 года; до этого работал в The Bank of New York Mellon (2009—2013).
- Джеффри Карп (Jeffrey N. Carp) — вице-президент, секретарь и глава юридического отдела с 2006 года. С 1982 года работал в юридической фирме Hale and Dorr LLP (с 1989 года как старший партнёр), с 2004 по 2005 год был вице-президентом и генеральным советником инвестиционно-аналитической компании Massachusetts Financial Services.
- Джеффри Конуэй (Jeffrey D. Conway) — вице-президент и генеральный директор по Европе, Ближнему Востоку и Африке с 2015 года, в компании более 25 лет.
- Эндрю Эриксон (Andrew J. Erickson) — вице-президент и глава подразделения депозитарных услуг в Северной и Южной Америке с июня 2016 года, в компании с 1991 года.
- Кэтрин Хорган (Kathryn M. Horgan) — вице-президент (с 2012 года) и операционный директор по работе с кадрами (с 2011 года).
- Элизабет Шефер (Elizabeth Schaefer) — вице-президент, зам. контроллера и главный директор по бухгалтерскому учёту, в компании с 2014 года, ранее работала в American Express.
- Айлин Билер (Ilene Fiszel Bieler) — вице-президент, глава отдела по связям с инвесторами.
- Элизабет Нолан (Elizabeth Nolan) — вице-президент, глава региона Европа, Ближний Восток и Африка, в компании с 2015 года, до этого работала в Deutsche Bank и JPMorgan Chase.
- Ханна Гроув (Hannah M. Grove) — вице-президент и главный директор по рынкам с 2008 года; в State Street с 1998 года.
- Эндрю Курицкес (Andrew P. Kuritzkes) — вице-президент и директор по рискам с 2010 года. С 1988 по 2010 год работал в международной консультационной компании Oliver, Wyman & Company, с 1986 по 1988 год был экономистом в Федеральном резервном банке Нью-Йорка.
- Карин Кинан (Karen C. Keenan) — вице-президент и главный административный директор с 2014 года, в компании с 2007 года.
- Кэтрин Хорган (Kathryn M. Horgan) — вице-президент и директор кадровой службы, в компании с 2009 года.
- Вай-Квон Сек (Wai-Kwong Seck) — вице-президент и глава отдела рынков Азиатско-тихоокеанского региона с 2011 года, до этого 8 лет был финансовым директором Сингапурской биржи; ещё ранее занимал посты в Управлении денежного обращения Сингапура, Lehman Brothers и DBS Bank.
- Антуан Шагури (Antoine Shagoury) — вице-президент и главный информационный директор с 2015 года. С 2010 по 2015 год занимал несколько ключевых постов на Лондонской фондовой бирже.
- Джордж Саливан (George E. Sullivan) — вице-президент и глава группы альтернативных инвестиционных решений с 2007 года когда была поглощена компания IBT, в которой он до этого проработал 15 лет.

Независимые члены совета директоров:
- Кеннет Бёрнс (Kennett F. Burnes) — ведущий независимый член совета директоров с 2010 года, ранее был президентом и CEO химической компании Cabot Corporation (с 1995 по 2008 год).
- Патрик де Сен-Эньян (Patrick de Saint-Aignan) — независимый член совета директоров с 2009 года, с 1974 по 2007 год работал в Morgan Stanley, включая пост управляющего директора, также член советов директоров страховой компании Allied World Assurance Company Holdings AG и фармацевтической компании BH PHARMA
- Линн Дугл (Lynn A. Dugle) — независимый член совета директоров с 2015 года, также CEO и член совета директоров компании Engility Holdings, консультирующей по вопросам кибербезопасности; ранее работала в Raytheon.
- Амелия Фосетт (Amelia C. Fawcett) — независимый член совета директоров с 2014 года, ранее работала в Morgan Stanley (вице-председатель европейского подразделения); входила в совет директоров Банка Англии, продолжает быть членом совета директоров Казначейства Великобритании
- Уильям Фреда (William C. Freda) — независимый член совета директоров с 2014 года, с 1974 года работал в аудиторской конторе Deloitte, включая пост вице-председателя
- Сара Мэтью (Sara Mathew) — независимый член совета директоров с 2018 года, карьера в основном проходила в Procter & Gamble; также входит в советы директоров Campbell Soup Company, Freddie Mac и Shire.
- Уильям Мини (William L. Meaney) — независимый член совета директоров с 2018 года, также президент и CEO компании Iron Mountain Incorporated, занимающейся хранением и обработкой информации.
- Шон О’Салливан (Sean P. O’Sullivan) — независимый член совета директоров с 2017 года, с 1980 по 2014 год работал в HSBC, включая пост главного операционного директора.
- Ричард Серджел (Richard P. Sergel) — независимый член совета директоров с 1999 года, CEO энергетической компании North American Electric Reliability Corporation.
- Грегори Самм (Gregory L. Summe) — независимый член совета директоров с 2010 года, ранее занимал высокие посты в таких компаниях, как Carlyle Group, PerkinElmer, AlliedSignal (сейчас Honeywell), General Electric и McKinsey & Co.

## Акционеры
Акции State Street Corporation котируются на Нью-Йоркской фондовой бирже, их общая стоимость (рыночная капитализация) на апрель 2019 года составляла около $25,3 млрд (всего выпущено 379 млн акций). Институциональным инвесторам принадлежит 88,43 % акций; крупнейшие из них на конец 2018 года:
| Название акционера                       | Количество акций, млн | Процент | Стоимость пакета |
| ---------------------------------------- | --------------------- | ------- | ---------------- |
| MFS Investment Management K.K.           | 29,66                 | 7,83    | $1,98 млрд       |
| BlackRock Inc.                           | 27,08                 | 7,15    | $1,81 млрд       |
| FMR LLC                                  | 18,22                 | 4,81    | $1,22 млрд       |
| State Street Global Advisors, Inc.       | 17,94                 | 4,73    | $1,20 млрд       |
| Capital International Investores         | 11,81                 | 3,12    | $0,79 млрд       |
| Longview Partners (Guernsey) Limited     | 11,01                 | 2,91    | $0,73 млрд       |
| T. Rowe Price Associates, Inc.           | 10,96                 | 2,89    | $0,73 млрд       |
| Harris Associates                        | 8,20                  | 2,16    | $0,55 млрд       |
| Invesco Ltd.                             | 8,19                  | 2,16    | $0,55 млрд       |
| Barrow, Hanley, Mewhinney & Strauss, LLC | 6,69                  | 1,77    | $0,45 млрд       |
| Hotchkis & Wiley Capital Management LLC  | 6,47                  | 1,71    | $0,43 млрд       |
| Mellon Capital Management Corporation    | 5,39                  | 1,42    | $0,36 млрд       |
| Northern Trust Investments, Inc.         | 4,88                  | 1,29    | $0,33 млрд       |
| Geode Capital Management, LLC            | 4,75                  | 1,25    | $0,32 млрд       |

## Дочерние компании
- Antrim Corporation (Массачусетс)
- Currenex, Inc. (Нью-Йорк)
- International Fund Services (N.A.), L.L.C. (Нью-Йорк)
- Investors Boston Securities Corporation (Массачусетс)
- Investors Copley Securities Corporation (Массачусетс)
- Lincoln Securities Corporation (Массачусетс)
- Offshore Financial Solutions Limited (Острова Кайман)
- Quincy Securities Corporation (Массачусетс)
- SS Borrowdale Pty Limited (Австралия)
- SS Scarborough Pty Limited (Австралия)
- SSB Realty, LLC (Массачусетс)
- SsgA Funds Management, Inc. (Массачусетс)
- State Street Trustees Limited (Великобритания)
- State Street Trust Company Canada (Канада)
- State Street Bank & Trust Company (Массачусетс)
- State Street Bank Europe Limited (Великобритания)
- State Street Bank GmbH (Германия)
- State Street Bank S.p.A. (Италия)
- State Street Bank Luxembourg S.A. (Люксембург)
- State Street Banque, S.A. (Франция)
- State Street Fund Services Toronto Inc. (Канада)
- State Street Global Markets Canada Inc. (Канада)
- State Street Global Markets, LLC (Массачусетс)
- State Street Global Markets International Limited (Великобритания)
- State Street Unit Trust Management Limited (Великобритания)
- State Street Global Advisors France, S.A. (Франция)
- State Street Global Advisors International Holdings Inc. (Делавэр)
- State Street Global Advisors, Inc. (Массачусетс)
- State Street Global Advisors Limited (Великобритания, с 1990 года)
- State Street Global Advisors, Australia, Limited (Австралия)
- State Street Global Advisors, Australia Services Limited (Австралия)
- State Street Global Advisors GmbH (Германия)
- State Street Holdings Germany GmbH (Германия)
- State Street Holdings Italy S.R.L. (Италия)
- State Street International Holdings Inc. (Массачусетс)
- State Street International Holdings Switzerland GmbH (Швейцария)
- State Street Global Advisors AG (Швейцария)
- State Street Fund Services (Ireland) Limited (Ирландия)
- State Street International (Ireland) Limited (Ирландия)
- State Street Global Advisors Ireland Limited (Ирландия)
- State Street Investment Services California LLC (Калифорния)
- State Street Massachusetts Securities Corporation (Массачусетс)
- State Street Public Lending Corporation (Массачусетс)
- State Street Social Investments Corporation (Массачусетс)
- State Street Global Advisors Funds Distributors, LLC (Массачусетс)
- State Street Global Advisors Trust Company (Массачусетс)
- State Street Global Advisors Asia Limited (Гонконг)
- State Street Global Advisors Singapore Limited (Сингапур)
- State Street Global Advisors (Japan) Co., Limited (Япония)
- State Street Trust And Banking Company, Limited (Япония)[12]